# Хишрау
Хишра́у (узб. Xishrav / Хишрав) — посёлок городского типа в Самаркандской области Узбекистана. Административно подчинён городу Самарканду, и находится к западу от города. Расстояние от площади и ансамбля Регистан в центре Самарканда до Хишрау составляет примерно 8 километров.
Находится на правом берегу древнего канала Даргом, который омывает Хишрау с юга и запада. С севера граничит с сельскими сходами граждан Каттакурганарык — Арабхана и Урганджи, которые входят в состав Самаркандского района, с востока граничит с массивом Саттепа города Самарканда.
Статус посёлка городского типа присвоен в 1952 году. В советское время в Хишрау была построена Хишрауская ГЭС. В настоящее время в посёлке расположены несколько частных предприятий. Имеются школы, детские сады, мечеть, магазины и другие объекты.

## Население
Официальным языком и языком межнационального общения является узбекский. Оценочная численность населения от 10 до 15 тысяч человек. В поселке проживают узбеки, таджики, среднеазиатские арабы и среднеазиатские иранцы. Хишрау является одним из мест компактного проживания среднеазиатских арабов и иранцев Самарканда. Население в основном занято в сельском хозяйстве, а также в сфере торговли и обслуживания. Часть жителей посёлка работает в самом Самарканде.
| 1959 | 1970 | 1979 | 1989 | 2019              |
| ---- | ---- | ---- | ---- | ----------------- |
| 1555 | 2905 | 3679 | 4209 | От 10 до 15 тысяч |